# Gracilisuchus stipanicicorum
Gracilisuchus stipanicicorum és una espècie extinta de crurotarsis prehistòrics que visqueren al Triàsic mitjà. Només feia trenta centímetres de longitud. Se n'han trobat restes fòssils a l'Argentina.